# Supercoppa russa 2022 (pallavolo maschile)
La Supercoppa russa 2022 si è svolta il 15 ottobre 2022: al torneo, dedicato alla memoria del pallavolista Jurij Česnokov, hanno partecipato due squadre di club russe e la vittoria finale è andata per la quarta volta, la seconda consecutiva, alla Dinamo Mosca.

## Regolamento
Le squadre hanno disputato una gara unica, valida peraltro anche per la terza giornata di regular season del campionato 2022-23.

## Squadre partecipanti
| Squadra      | Qualificazione                  | Ultima partecipazione |
| ------------ | ------------------------------- | --------------------- |
| Dinamo Mosca | Vincitrice Superliga 2021-22    | Supercoppa russa 2021 |
| Zenit-Kazan  | Vincitrice Coppa di Russia 2021 | Supercoppa russa 2020 |

## Torneo
| 15 ottobre 2022 Dvorec sporta Dinamo, Mosca Durata: 2h:28 - Spettatori: ? | Dinamo Mosca | 3 - 2 | Zenit-Kazan | 33-35, 25-23, 25-23, 20-25, 15-8 |